# Élection présidentielle cubaine de 1958
Une élection présidentielle a lieu à Cuba le 3 novembre 1958, conjointement avec des élections législatives. Elles se déroulent dans un contexte de guerre civile. Andrés Rivero Agüero (Parti libéral), qui avait participé au coup d'État de son ami Fulgencio Batista en 1952, est élu officiellement avec 70,4 % des voix face à trois autres candidats, mais de forts soupçons de fraude pèsent sur ce scrutin. Du fait du succès de la révolution cubaine menée par Fidel Castro, le nouveau président ne prête jamais serment, et fuit le pays avec le général Batista en janvier 1959.

## Résultats
| Candidats | Candidats               | Partis                           | Voix    | %     |
| --------- | ----------------------- | -------------------------------- | ------- | ----- |
|           | Andrés Rivero Agüero    | Coalition progressiste nationale | 428 166 | 70,40 |
|           | Carlos Márquez Sterling | Parti du peuple libre            | 95 447  | 15,69 |
|           | Ramón Grau              | Parti authentique                | 75 789  | 12,46 |
|           | Alberto Salas Amaro     | Parti de l'union cubaine         | 8 752   | 1,44  |
|           |                         |                                  |         |       |
| Total     | Total                   | Total                            | 608154  | 100   |